# ムーンクリスタル (ゲーム)
『ムーンクリスタル』 (MOON CRYSTAL) は、1992年8月28日にヘクトより発売された日本のファミリーコンピュータ用アクションゲームソフト。

## 概要
洋ゲーの雰囲気が漂う横スクロールのアクションゲーム。ファミコン末期のソフトであることからグラフィックは豪華であり、当時のゲームとしては珍しく漢字も表示される。主人公は緑髪の少年「リッキィ」で、アクションシーンでは冒険を手助けしてくれる仲間は登場しないが、ストーリーシーンには金髪少女の「ロジーナ」などが登場。そのドット絵にはファンが多く、中古品が3万円を超える高値で取引されたという報告もある。
北米版の発売予定もあり予告もされたが、同地域でのファミコンの人気低下とスーパーファミコンの人気上昇のためか最終的に中止となった。日本国外では未発売で、移植もされなかった。

## 設定

### ストーリー

#### 冒頭
代々、シルス村に２つの物が伝えられてきた。１つは神秘の石「ムーンクリスタル」。もう１つは謎に満ちた伝承。『満月の夜、死者たちは 墓から抜け出し森を彷徨い歩く。もし出会ってしまったら、墓の中に引きずり込まれてしまうだろう…』そして、ある満月の夜。村人たちが、ムーンクリスタルを狙う黒ずくめの人々によりさらわれてしまった。唯一、難を逃れた少年「リッキィ・スレイター」が、人々を救い出すために立ち上がった。

#### ステージ１(森)クリア後
リッキィに、謎の美少女「ロジーナ」が助言をくれた。「誘拐犯は、クリムゾン伯爵。彼は、クリスタルの秘密を探るために スレイター博士(リッキィの父)を攫ったのです。」

#### ステージ２(街)クリア後
クリムゾン伯爵が、スレイター博士を説得している。伯爵「私の ルナシステム が完成すれば、満月の夜だけでなく いつでも、クリスタルの力を引き出せるのだ。」博士「クリスタルの力は、あなたがしているように 怪物を作り出すための力ではない。」伯爵は、博士が協力しなければ 村人は全員 鉱山で死ぬだろう と脅迫した。

#### ステージ３(城)クリア後
リッキィは、ついに クリムゾン伯爵を捕らえた。リッキィは、父と村人たちの居場所を 訊き出そうとしたが、伯爵は影武者だった。影武者は、伯爵が すでにマクローナ島に渡り、世界征服の準備を進めている と仄めかした。

#### ステージ４(船)クリア後
リッキィは マクローナ島に辿り着き、ロジーナ嬢と再会した。ロジーナは クリムゾン伯爵の娘であり、父の 恐るべき計画を知ってしまったのだ。伯爵は、この島のクリスタルの力で 不死の軍団を作ろうとしている。リッキィは、まず 村人たちを 鉱山から救い出すことにした。

#### ステージ５(鉱山)クリア後
リッキィは、村人たちの救出に成功した。その中には、母も居た。しかし、リッキィの幼馴染 メルーは すでに研究所に 連れ去られていた。このままでは、メルーが 実験台にされてしまう。リッキィは、研究所に急いだ。

#### ステージ６(研究所)
研究所の奥。完成間近のルナシステムが光を放っている。父と再会したリッキィの前に、伯爵が現れた。メルーを人質に取っている。
ゲルシュタイン撃破後
護衛を倒された伯爵は、メルーをルナシステムに放り込んだ。しかし、システムは作動しない。ロジーナ嬢が、システムを停止させたのだ。伯爵は ロジーナに、システムを止めれば おまえも死ぬのだぞ と説得した。ロジーナは、伯爵が 病死した娘に似せて造った 人造人間なのだ。リッキィの隙を突き、伯爵が システムに飛び込んだ。怪物と化した伯爵が、リッキィに戦いを挑む。
クリムゾン撃破後
伯爵を失い、システムが暴走を始めた。リッキィは ロジーナに、皆と共に 島を脱出しよう と勧めたが、彼女は システムの破壊を見届ける決意を固めていた。

#### ステージ７(研究所からの脱出)後
マクローナ島が、ロジーナと共に 海底に沈んでいく。リッキィはメルーに、将来は クリスタルの平和利用の研究をしたいと語った。メルーも、リッキィなら それが実現できる と頷いた。リッキィたちは、村人たちと共に シルス村へと 帰っていった。

### ステージ構成
| ステージ数 | ステージ名     | ボス                     | 備考                                           |
| ---------- | -------------- | ------------------------ | ---------------------------------------------- |
| STAGE1     | EVIL FOREST    | イゴル                   |                                                |
| STAGE2     | MAYLAID STREET | スキニー                 |                                                |
| STAGE3     | COUNT' CASTLE  | クリムゾン伯爵（？）     | 伯爵の影。取説にはボス名通りの表記、本名は不明 |
| STAGE4     | PIRATE SHIP    | キャプテン・ブライアント |                                                |
| STAGE5     | MACLONNA MINE  | （名称不明）             | 取説、ゲーム本編とも表記無し                   |
| STAGE6     | LABORATORY     | ゲルシュタイン(第一形態) |                                                |
| STAGE6     | LABORATORY     | ゲルシュタイン(第二形態) |                                                |
| STAGE6     | LABORATORY     | クリムゾン伯爵(第一形態) |                                                |
| STAGE6     | LABORATORY     | クリムゾン伯爵(第二形態) |                                                |
| STAGE7     |                | なし                     | プレイヤーは針をよけながらステージを脱出する。 |

## スタッフ
- ストーリー：おだちひろよ
- グラフィック：おだちひろよ、S.ODA、J.J、ETOYAN、Y.HAAYSHI
- プログラム：S.OHOKA、まつもとともなり、T.KAWAKAMI
- サウンド：多和田吏
- スペシャル・サンクス：PEKOPON、WANISAN

## 評価
- ゲーム誌『ファミコン通信』の「クロスレビュー」では、5・7・6・6の合計24点（満40点）となっており[6]、レビュアーの意見としては、『プリンス・オブ・ペルシャ』のように主人公が細やかなさまざまなアクションを繰り出せて反射神経だけでも進めるが地形や敵の動きを覚えればより進みやすくバランスが絶妙、だがそういったアクションゆえ動きが緩慢になるのが不満、アイテムで2段ジャンプが使えるようになるが一時的な効果であり残念で永続効果ならより幅が広がった、他の要素はよくあるもので地味でそれなりに遊べる玄人受けするゲームだが、セールスポイントはホラー感覚程度でプレイしたくなる気を起こさせる何かが足りないとした[6]。

- ゲーム誌『ファミリーコンピュータMagazine』の読者投票による「ゲーム通信簿」での評価は以下の通りとなっており、17.0点（満30点）となっている[7]。

| 項目 | キャラクタ | 音楽 | お買得度 | 操作性 | 熱中度 | オリジナリティ | 総合 |
| 得点 | 2.9        | 2.9  | 2.8      | 2.9    | 2.8    | 2.8            | 17.0 |

1up.comとRetro GamerはFCの多くの『リンクの冒険』のクローンよりも高品質なグラフィックとアニメーションが評価されたと振り返っている。